# Marty McInnis
Pour les articles homonymes, voir McInnis.
Martin McInnis, dit Marty McInnis, (né le 2 juin 1970 à Hingham dans l'État du Massachusetts aux États-Unis) est un joueur professionnel américain de hockey sur glace devenu entraîneur. Il évoluait au poste d'ailier droit.

## Biographie
Après avoir évolué pour Milton Academy, McInnis est repêché par les Islanders de New York au 163e rang lors du 8e tour du repêchage d'entrée dans la Ligue nationale de hockey en 1988. Il rejoint Boston College et joue pour l'équipe de hockey des Eagles. Lors de son parcours à l'université, il a joué sur une ligne aux côtés de Steve Heinze et David Emma, surnommée la « HEM line ». En 1989-1990, le trio termine parmi les dix meilleurs pointeurs de la division Hockey East, Heinze ayant réalisé 53 points et finissant neuvième.
En 1991, il quitte Boston College et rejoint l'équipe nationale américaine afin de se préparer pour les Jeux olympiques d'hiver de 1992 ayant lieu à Albertville en France, tournoi où son équipe finit à la quatrième place après une défaite en finale de consolation. 
Il fait ses débuts dans la LNH en mars 1992 avec les Islanders. Après avoir partagé la saison 1992-1993 entre New York et son club-école dans la Ligue américaine de hockey, les Islanders de Capital District, il entame sa première saison complète en 1993-1994 et réalise un bon total de 56 points, dont 25 buts. Il demeure avec les Islanders jusqu'en mars 1997 lorsqu'il est échangé aux Flames de Calgary avec Tyrone Garner et un choix de repêchage contre Robert Reichel.
Il joue une saison complète à Calgary et après 6 matchs en 1998-1999, il fait partie d'un échange à trois équipes : il passe aux Blackhawks de Chicago contre un choix de repêchage avant d'être immédiatement échangé aux Mighty Ducks d'Anaheim avec Erik Andersson et Jamie Allison contre Jeff Shantz et Steve Dubinsky.
Après quatre saisons avec les Mighty Ducks, sur une pente descendante, il est envoyé aux Bruins de Boston contre un choix de repêchage. Il joue sa dernière saison en 2002-2003 avant de retirer avec presque 800 matchs en saison régulière dans la LNH.
Depuis 2013, il est l'entraîneur adjoint de son ancienne équipe universitaire, les Eagles de Boston College.

## Statistiques

### En club
| Saison     | Équipe                        | Ligue      |     | Saison régulière | Saison régulière | Saison régulière | Saison régulière | Saison régulière |   | Séries éliminatoires | Séries éliminatoires | Séries éliminatoires | Séries éliminatoires | Séries éliminatoires |
| Saison     | Équipe                        | Ligue      | PJ  | B                | A                | Pts              | Pun              | PJ               | B | A                    | Pts                  | Pun                  |                      |                      |
| 1988-1989  | Eagles de Boston College      | HE         | 39  | 13               | 19               | 32               | 8                | -                | - | -                    | -                    | -                    |                      |                      |
| 1989-1990  | Eagles de Boston College      | HE         | 41  | 24               | 29               | 53               | 43               | -                | - | -                    | -                    | -                    |                      |                      |
| 1990-1991  | Eagles de Boston College      | HE         | 38  | 21               | 36               | 57               | 40               | -                | - | -                    | -                    | -                    |                      |                      |
| 1991-1992  | Équipe des États-Unis         | Intl       | 54  | 15               | 19               | 34               | 20               | -                | - | -                    | -                    | -                    |                      |                      |
| 1991-1992  | Islanders de New York         | LNH        | 15  | 3                | 5                | 8                | 0                | -                | - | -                    | -                    | -                    |                      |                      |
| 1992-1993  | Islanders de New York         | LNH        | 56  | 10               | 20               | 30               | 24               | 3                | 0 | 1                    | 1                    | 0                    |                      |                      |
| 1992-1993  | Islanders de Capital District | LAH        | 10  | 4                | 12               | 16               | 2                | -                | - | -                    | -                    | -                    |                      |                      |
| 1993-1994  | Islanders de New York         | LNH        | 81  | 25               | 31               | 56               | 24               | 4                | 0 | 0                    | 0                    | 0                    |                      |                      |
| 1994-1995  | Islanders de New York         | LNH        | 41  | 9                | 7                | 16               | 8                | -                | - | -                    | -                    | -                    |                      |                      |
| 1995-1996  | Islanders de New York         | LNH        | 74  | 12               | 34               | 46               | 39               | -                | - | -                    | -                    | -                    |                      |                      |
| 1996-1997  | Islanders de New York         | LNH        | 70  | 20               | 22               | 42               | 20               | -                | - | -                    | -                    | -                    |                      |                      |
| 1996-1997  | Flames de Calgary             | LNH        | 10  | 3                | 4                | 7                | 2                | -                | - | -                    | -                    | -                    |                      |                      |
| 1997-1998  | Flames de Calgary             | LNH        | 75  | 19               | 25               | 44               | 34               | -                | - | -                    | -                    | -                    |                      |                      |
| 1998-1999  | Flames de Calgary             | LNH        | 6   | 1                | 1                | 2                | 6                | -                | - | -                    | -                    | -                    |                      |                      |
| 1998-1999  | Mighty Ducks d'Anaheim        | LNH        | 75  | 18               | 34               | 52               | 36               | 4                | 2 | 0                    | 2                    | 2                    |                      |                      |
| 1999-2000  | Mighty Ducks d'Anaheim        | LNH        | 62  | 10               | 18               | 28               | 26               | -                | - | -                    | -                    | -                    |                      |                      |
| 2000-2001  | Mighty Ducks d'Anaheim        | LNH        | 75  | 20               | 22               | 42               | 40               | -                | - | -                    | -                    | -                    |                      |                      |
| 2001-2002  | Mighty Ducks d'Anaheim        | LNH        | 60  | 9                | 14               | 23               | 25               | -                | - | -                    | -                    | -                    |                      |                      |
| 2001-2002  | Bruins de Boston              | LNH        | 19  | 2                | 3                | 5                | 8                | 6                | 0 | 1                    | 1                    | 0                    |                      |                      |
| 2002-2003  | Bruins de Boston              | LNH        | 77  | 9                | 10               | 19               | 38               | 5                | 1 | 0                    | 1                    | 2                    |                      |                      |
| Totaux LNH | Totaux LNH                    | Totaux LNH | 796 | 170              | 250              | 420              | 330              | 22               | 3 | 2                    | 5                    | 4                    |                      |                      |

### En équipe nationale
| Année | Compétition          |   | PJ | B | A | Pts | Pun                |  | Résultat |
| 1992  | Jeux olympiques      | 8 | 5  | 2 | 7 | 4   | 4e place           |  |          |
| 1996  | Championnat du monde | 7 | 0  | 2 | 2 | 4   | Médaille de bronze |  |          |
| 1997  | Championnat du monde | 8 | 2  | 2 | 4 | 2   | 5e place           |  |          |